# Lizawość
Lizawość (łac. allotriophagia) – jest to choroba występująca u zwierząt objawiająca się lizaniem, ogryzaniem, a nawet połykaniem różnych ciał niejadalnych. Występuje głównie u bydła domowego i u kóz najczęściej pod koniec zimy, a więc po dłuższym okresie karmienia wyłącznie paszami niepełnowartościowymi.

## Etiologia
Powodem lizawości jest niedobór składników mineralnych w pokarmie (sodu, wapnia, fosforanów, aminokwasów, mikroelementów lub witamin). Występuje m.in. przy łomikoście.

## Leczenie
Leczenie polega na uzupełnianiu brakujących składników w paszach m.in. z wykorzystaniem lizawek.